# Кувейт на Олімпійських іграх
Кувейт вперше узяв участь в Олімпійських іграх 1968 року та з тих пір брав участь у літніх Олімпіадах 12 разів, не пропустивши жодної. За цей час країна завоювала одну олімпійську медаль — бронзу для Кувейту виборов стрілець Фехаїд Аль-Діхані у 2000 році. 
Кувейт, як і багато інших азійських країн, жодного разу не брав участі в Зимових Олімпійських іграх.
Національний Олімпійський комітет Кувейту був створений у 1957 році, а у 1967 визнаний МОК. 
1 січня 2010 року Міжнародний Олімпійський комітет дискваліфікував Кувейт зі всіх олімпійських змагань через втручання держави у спорт — кувейтські спортсмени не мали права представляти батьківщину, а виступати лише під олімпійським прапором. Проте згодом після офіційної зустрічі представників Кувейту із членами МОК дискваліфікація була скасована.
На Олімпіаді 2016 року в Ріо-де-Жанейро кувейтські спортмени виступали під олімпійським прапором.

## Список медалістів
| Медаль | Спортсмен         | Вид спорту | Дисципліна | Ігри        |
| ------ | ----------------- | ---------- | ---------- | ----------- |
| Бронза | Фехаїд Аль-Діхані | Стрільба   | Дабл трап  | Сідней 2000 |
| Бронза | Фехаїд Аль-Діхані | Стрільба   | Трап       | Лондон 2012 |